# Нешвілл (телесеріал)
«Нешвілл» (англ. Nashville) — американський музично-драматичний телесеріал з Конні Бріттон і Хайден Панеттьєр в головних ролях, створений і вироблений Келлі Хоурі за участю Ер Джея Катлера, Ді Джонсон, Джима Перріота, Стіва Бюкхеннана і Конні Бріттон. Прем'єра серіалу відбулася 10 жовтня 2012 року на телеканалі ABC. 
Серіал розповідає про легендарну кантрі-співачку Рейну Джеймс (Конні Бріттон), чия кар'єра починає в'янути, після чого їй доводиться співпрацювати з висхідною молодою зіркою Джульєттою Барнс (Хайден Панеттьєр). Все це відбувається на тлі передвиборчої кампанії, в якій бере участь батько Рейни Ламар Уайєтт (Пауерс Бут), впливовий політик Нешвілла.
Ще до прем'єри серіал зібрав низку сприятливих відгуків від телевізійних критиків і лідирував за кількістю позитивних відгуків серед осінніх прем'єр. У червні 2012 року проєкт отримав премію «Вибір телевізійних критиків» у категорії «Найзахоплюючий та очікуваний телесеріал». Рівно за тиждень до прем'єри пілотний епізод був доступний для онлайн-перегляду на сайті ABC та інших. 12 листопада, після виходу п'яти епізодів, канал продовжив серіал на повний сезон. Конні Бріттон була номінована на премію «Еммі» за кращу жіночу роль у драматичному телесеріалі та «Золотий глобус» за кращу жіночу роль у телевізійному серіалі — драма, а Хайден Панеттьєр на «Золотий глобус» за кращу жіночу роль другого плану, тоді як проєкт висунуто на премію Гільдії сценаристів. США за найкращий сценарій і «Вибір народу» як найкраща нова драма. Ряд телевізійних критиків також відзначав «Нешвілл» у списках кращих програм 2012 року. Тим часом музичний супровід серіалу здобуло комерційний успіх у США, а перший альбом The Music Of Nashville, випущений у грудні 2012 року, очолив чарт саундтреків журналу Billboard. 10 травня 2013 року канал продовжив серіал на другий сезон, який стартував 25 вересня. 9 травня 2014 року, після тривалих переговорів, серіал було продовжено на третій сезон, який стартував 24 вересня 2014 року. 7 травня 2015 року серіал було продовжено на четвертий сезон, який стартував 23 вересня.
12 травня 2016 року серіал було закрито після чотирьох сезонів на ABC, проте канал та студія оголосили, що проєкт найімовірніше знайде новий будинок на кабельному каналі або веб-сервісі. 10 червня 2016 року кабельна кантрі-мережа CMT та  Hulu офіційно замовили п'ятий сезон, який складатиметься з 22-х епізодів. Маршалл Херсковіц та Едвард Цвік тим часом змінили Ді Джонсон на посту шоураннера. 10 квітня 2017 року серіал було продовжено на шостий сезон із 16 епізодів, який став останнім.

## Список епізодів
| Сезони | Епізоди | Епізоди | Прем’єрний показ | Прем’єрний показ | Прем’єрний показ |
| Сезони | Епізоди | Епізоди | початок          | завершення       | мережа           |
| ------ | ------- | ------- | ---------------- | ---------------- | ---------------- |
| 1      | 21      | 21      | 10 жовтня 2012   | 22 травня 2013   | ABC              |
| 2      | 22      | 22      | 25 вересня 2013  | 14 травня 2014   | ABC              |
| 3      | 22      | 22      | 24 вересня 2014  | 13 травня 2015   | ABC              |
| 4      | 21      | 21      | 23 вересня 2015  | 25 травня 2016   | ABC              |
| 5      | 22      | 11      | 15 грудня 2016   | 9 квітня 2017    | CMT              |
| 5      | 22      | 11      | 1 червня 2017    | 10 серпня 2017   | CMT              |
| 6      | 16      | 8       | 19 грудня 2017   | 22 лютого 2018   | CMT              |
| 6      | 16      | 8       | 7 червня 2018    | 26 липня 2018    | CMT              |